# 矮小米草
矮小米草（学名：Euphrasia pumilio）为玄参科小米草属下的一个种。

## 扩展阅读
- 維基物種上的相關：矮小米草